# Церква Успіння Пресвятої Богородиці (Глухів)
Церква Успіння Пресвятої Богородиці (Глухівського дівочого монастиря) — пам'ятка мурованої культової архітектури другої половини XVII ст., що існувала у Глухові на Сумщині в складі Глухівського дівочого монастиря. Згоріла у пожежі 1784 року.

## Історія
Храм Успіння Пресвятої Богородиці Глухівського дівочого монастиря засновано з метою вшанування загиблих московських стрільців у Глухові в 1658 році. Ці події відбулись під час анти-московському повстанню гетьмана Івана Виговського. Глухівські козаки, побоюючись розорення міста московським військом князя Ф. Ф. Куракіна, відправили до нього своїх посланців — С. Чорного та О. Заруцького. За рішенням ради у Глухові вони просили воєводу не приходити на них війною, висловили бажання глухівчан бути царськими підданими й присягнули за місто. У відповідь на це Куракін послав до Глухова 50 стрільців на чолі з полковником і стрілецьким головою А. Лопухіним та майором О. Золотиловим. Проте, прибулих стрільців роззброїли та розстріляли. Лопухіна із Золотиловим від страти випросив глухівський протопіп І. А. Шматковський.
У 1664 році після закінчення кількамісячної облоги Глухова військами польського короля Яна Казимира ІІІ протопіп Іван Шматовський звернувся листом до московського царя Олексія Михайловича з проханням побудувати церкву Успіння Пресвятої Богородиці на місці братської могили вбитих стрільців: «Тридцать четырех человек в одну яму вметали. Где государевы ратные люди засыпаны, на том бы месте построить церковь Успения пресвятой Богородици, а у той бы церкви быть брату его родному Ефстафию Андрееву, и за великого государя Бога молить, а православных християн, которые невинно замучены поминать. Да к той же бы церкви дать озера Мутынские и перевоз и о том бы о всем дать ему великого государя грамоту»
До 1672 року було зведено дерев'яну церкву Успіння Пресвятої Богородиці, коли їй, як до розташованої «в замку», надано Євангеліє
У 1686 році за підтримки гетьмана Івана Самойловича на замчиську почалось зведення в Глухові кам'яної Успенської церкви: «нача здати муром церковь сию за отпущение грехов своих, вельможной пани Марии малжонки, и потомков своих Григория, Иакова и Анастасии в гради Глухови и за преставших рабов божих Симеона, полковника Стародубского и Параскеви, боярыни Шереметевой, гетманской дшери». Будівництво велось декілька років і було вже завершене за сприяння гетьмана Івана Мазепи.
у 1686 році гетьман Іван Самойлович розпочав будувати кам'яну Успенську церкву [12]. Пізніше, [13,
с. 27].
У 1692 році на клопотання ігумені жіночого монастиря Преображення Господнього Марії Магдалини, матері гетьмана Івана Мазепи московський патріарх Адріян дозволив перенести монастир з околиці на Чернеччині (сучасна суконна фабрика) до центру Глухова з розташуванням біля Успенської церкви, яку збудував син ігумені. Монастир, заснований гетьманом Дем'яном Многогрішним на прохання черниці Афанасії Єфимовни, там існував з 1671 року. у 1690-х роках Глухівський жіночий монастир розбудовується навколо церкви Успіння Пресвятої Богородиці.
В «Атласі Малоросії з картами та планами міст», складеному в 1778 року, цей храм згадується в складі монастиря: «далѣе, по линіи улицы, обывательскіе каменные погреба и сотенная канцелярія; за нею, на юз, находился дѣвичій монастырь съ церквами Успенія и Вознесенія, примыкавший къ крѣпостному валу…». Друга невеличка церква розташовувалась на південь і була побудована також у 1694 році як трапезна на честь Різдва Христова. Вона постраждала в пожежі 27 травня 1748 року і стояла пусткою
У 1694 році у монастирі було закладено Свято-Троїцький храм. Закладна дошка про цю події зберігається під номером: КП.-2024, М.-270 у Сумському обласному художньому музеї імені Никанора Онацького
Церква Успіння Пресвятої Богородиці під час пожежі 1784 року згоріла і більше не відбудовувалась. Через два роки імператорським указом її закрили і вона стояла пусткою. Аби її відновити глухівчани запропонували імператриці Катерині ІІ перетворити з монастирської на парафіяльну. Але остання наказала її розібрати. Але вона в 1791 році вона наказала «розібрати в Глухові Михайлівську церкву та Успенський собор дівочого монастиря… а материялы от церквей употребить в пользу Глуховского Троицкого собора».
На місці Успенської церкви було встановлено пам'ятник з цегли. На лицьовій стороні, зверненій до вулиці, в неглибокій ніші за склом знаходилася невелика ікона Успіння Богородиці, а нижче ікони. На честь 100-річчя зруйнування церкви цей пам'ятник було відновлено із встановленням за склом дошки із написом: «На сем месте был храм во Имя Успения Божия Матери Бывшая здесь большая соборная церковь Девичьего Монастыря которая устроенная в начале 100 лет 1784 года месяца августа 7 дня во время сильного попущения Божиим на град сей огнь от которого разрушились вековые здания и не осталось ни одного жилища во всем граде кроме некоторых церквей а прочие с него превратились в пепел в Память же и Воспоминания оного храма в похвалу успения Божией Матери Возобновлен сей образ 1873 года месяца июля 4 дня».

## Опис

Вигляд Миколаївського собору Крупицько-Батуринського монастиря на початку XX ст

Церква знаходилася на місці двору новгород-сіверського старости, князя Олександра Пясочинського (Пісочинського), який, в свою чергу, був на місці першого літописного дитинця Глухова періоду Київської Русі-України. У 1665 році цей дерев'яний замок згорає.
На думку дослідника В. Г. Пуцка церква належала до типу простого тетраконху, як зображена на планах Глухова 1746 і 1776 років. Хоча на плані 1724 року вона була увінчана кількома банями. Цей факт робить її схожою на Миколаївський собор Крупицько-Батуринського монастиря.
Це підтверджує й загальний опис храму Успіння Пресвятої Богородиці дає «Атлас Малоросії з картами та планами міст» 1778 року, де зазначається, що «…церкви были, большей частью, об одной главъ, но были и о трех; а дъвичий монастырь имел их 4».